# Alberyk Siwek
Alberyk Siwek (właściwie Józef Siwek) (ur. w 1920, zm. 13 grudnia 2008 w Wąchocku) – cysters, wieloletni opat klasztoru cystersów w Wąchocku i Wyższym Brodzie w Czechach.
Od listopada 1946 r. administrował parafią w Henrykowie, dawnym opactwie cysterskim.  W 1951 roku przyjechał z Mogiły do Wąchocka, gdzie organizował od początku duszpasterstwo zakonne. Przez wiele następnych lat był proboszczem parafii Świętego Floriana. Od połowy lat 60. XX wieku przebywał w Salzburgu, Bregencji, a następnie w Salem (w 1984 roku opublikował historię tego opactwa), w latach 70. także w Krzeszowie, gdzie organizował powrót cystersów do ich dawnego klasztoru. W 1989 roku został wybrany opatem wąchockiego klasztoru. W 1997 roku został opatem klasztoru w czeskim Wyższym Brodzie, gdzie także zajmował się odbudową i renowacją opactwa. 
Był m.in. założycielem Fundacji "Obiekt Zabytkowy Opactwo Cystersów w Wąchocku", a także przyczynił się także do otwarcia muzeum cysterskiego w tym klasztorze.